# A profi
A profi (Le Professionnel) 1981-ben bemutatott francia  bűnügyi film Jean-Paul Belmondóval a főszerepben. A filmet Georges Lautner rendezte, zenéjét Ennio Morricone szerezte. A profi Belmondo talán legismertebb filmje, melyet csak Franciaországban több mint ötmillióan láttak a mozikban.

## Történet
Josselin „Joss” Beaumont (Jean-Paul Belmondo), a francia titkosszolgálat legjobb ügynöke egy apró afrikai országba, Malagawiba utazott, hogy a francia kormány megbízásából megölje N’Jala tábornokot (Pierre Saintons), az ország elnökét, aki gonosz diktátor. Joss meggyőződéssel kívánja teljesíteni a feladatát, időközben azonban megfordult a politikai széljárás – a megbízói feladják Beaumont-t, hogy N’Jala ne legyen ellenséges Franciaországgal szemben. Joss a vádlottak padjára kerül, ahol azt vallja: teljesen önszántából érkezett Malagawiba, hogy megölje N’Jalát, senki nem bízta meg ezzel. Joss elég rossz bőrben van, gépiesen ismételgeti az Igen, elnök úr válaszokat. Az eljárás ugyanis inkább kirakatper, N’Jala emberei pedig tudatmódosító szerekkel agymosásnak vetették alá Josst. N’Jala a tévéből nézi az eseményeket, és úgy véli, ezzel megnyugtathatja a franciákat, akik az országa földjében található nyersanyagokra pályáznak.
Az ügynök két évet tölt egy afrikai börtönben, de nem törik meg, sőt, az agymosás után hamar visszanyeri az öntudatát. Összefog egy ottani fegyenccel (Sidiki Bakaba), akit megvédett a szadista fegyőröktől, és sikerül megszökniük, fegyvert is szerezve. Egy kicsiny faluban lelnek menedékre, nemsokára azonban megérkeznek N’Jala rezsimjének a katonái. A falusiak menekülnek, míg Joss és a társa összeszedik pár fontos dolgukat a kunyhóban: útlevelet, külföldi valutát, és Joss nekilát összeszerelni egy Armalite Ar-10-es típusú gépkarabélyt. Ám még mielőtt készen lenne, a társa lövést ad le a katonákra, akik géppuskával válaszolnak, és lelövik a fegyencet. Joss néhány katonát leterítve kivonszolja haldokló társát. Megkérdezi tőle: fél-e? Ő nemmel válaszol, de szerinte Joss bizonyára azért félne a haláltól, mert a pokolra jutna.

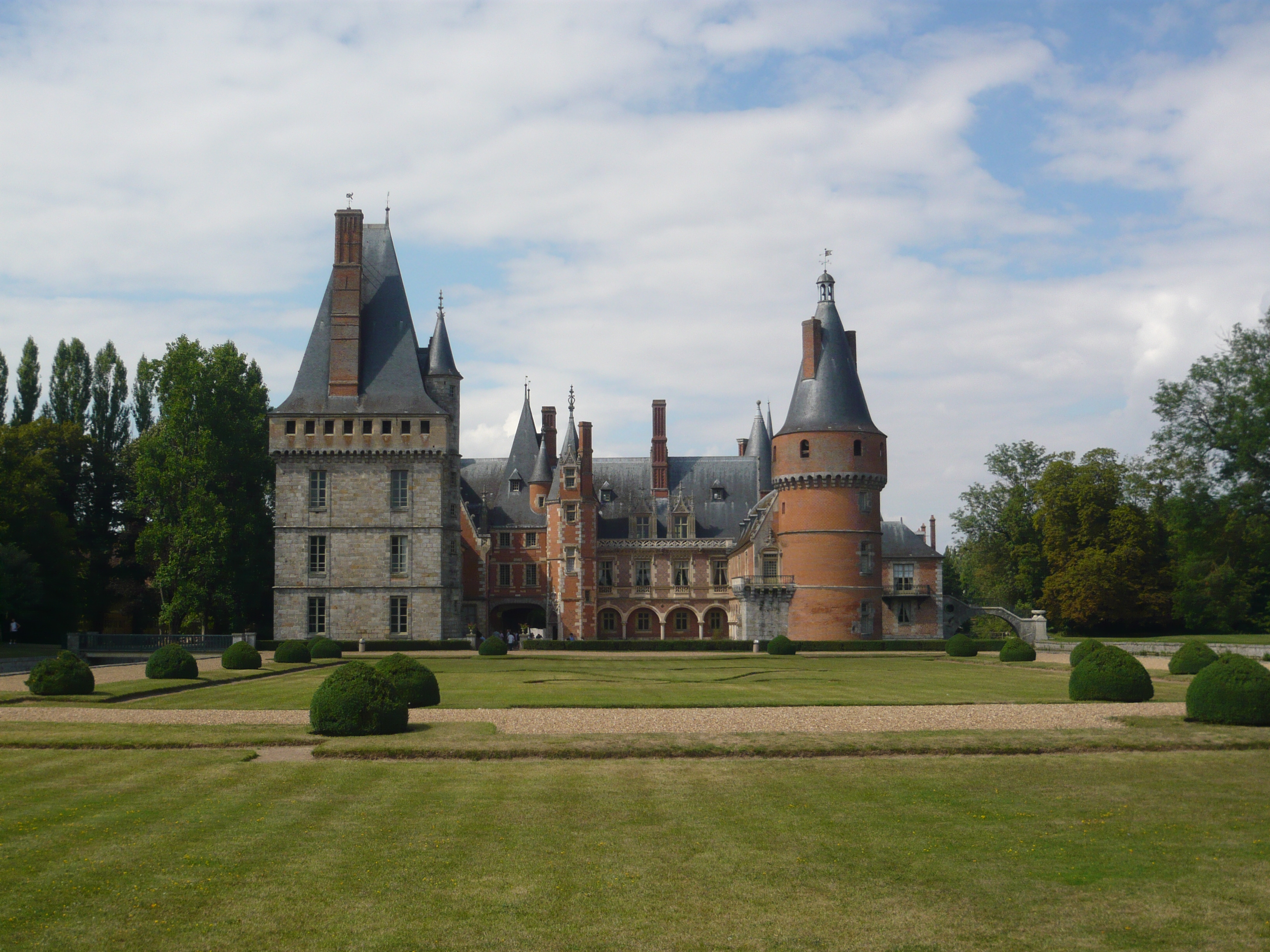
Maintenon kastélya, a film záró jeleneteinek a színhelye

Joss visszatér Párizsba, és elhatározza, hogy bosszút áll azokon, akik elárulták. Kiterveli, hogy teljesíti az eredeti küldetést, megöli N’Jala elnököt franciaországi látogatása idején, és ezt a korábbi főnökének, Martin ezredesnek tudtára is adja. A visszatérésének csak régi barátja, Edouard Valeras százados, a felesége, Jeanne és egykori szeretője a titkosszolgálatnál, Alice Ancelin örül. A titkosszolgálat és a rendőrség folyamatosan a nyomában van. Régi ellenlábasának, Rosen rendőrfelügyelőnek (Robert Hossein) és a helyettesének, Farges nyomozónak semmi sem drága, hogy kézre kerítsék az egykori titkosügynököt, aki azonban egy lépéssel mindig az üldözői előtt jár. Beaumont elszántan küzd az igazáért, bár tudja, hogy nem kerülheti el a sorsát, amit önként választott, a becsület azonban többet ér számára, mint az élete.

## Szereplők
| Szerep                                         | Színész                   | Magyar hangja    | Magyar hangja      |
| Szerep                                         | Színész                   | 1. szinkron      | 2. szinkron        |
| ---------------------------------------------- | ------------------------- | ---------------- | ------------------ |
| Josselin „Joss” Beaumont parancsnok, a „Profi” | Jean-Paul Belmondo        | Garas Dezső      | Gáti Oszkár        |
| Jeanne Beaumont, a felesége                    | Elisabeth Margoni         | Földessy Margit  | Juhász Judit       |
| Alice Ancelin, a titkárnő                      | Cyrielle Claire           | Káldi Nóra       | Zakariás Éva       |
| Edouard Valeras százados, Joss egykori barátja | Michel Beaune             | Pathó István     | Vass Gábor         |
| a belügyminiszter                              | Jean Desailly             | Szatmári István  | Pathó István       |
| Rosen felügyelő                                | Robert Hossein            | Lőte Attila      | Mihályi Győző      |
| Martin ezredes                                 | Jean-Louis Richard        | Szilágyi Tibor   | Csuja Imre         |
| N’Jala, Malagawi elnöke                        | Pierre Saintons           | Csurka László    | Melis Gábor        |
| Farges felügyelőhelyettes                      | Bernard-Pierre Donnadieu  | Tahi Tóth László | Sótonyi Gábor      |
| Doris Fredriksen                               | Marie-Christine Descouard | Bánsági Ildikó   | Szénási Kata       |
| Joss rabtársa, akivel együtt szökik meg        | Sidiki Bakaba             | N/A              | N/A                |
| Arthur, N’Jala elnök személyi titkára          | Pascal N’Zonzi            | Perlaki István   | Albert Péter       |
| Picard kiképzőtiszt                            | Gérard Darrieu            | Láng József      | Barbinek Péter     |
| Salvatore Volfoni                              | Pierre Vernier            | Márton András    | Karsai István      |
| Michalon                                       | Jean-Claude Bouillaud     | Makay Sándor     | Pusztaszeri Kornél |

## A szinkron
A profi első magyar nyelvű szinkronját a Pannónia Filmstúdió készítette 1982-ben. Belmondo magyar hangja akkor Garas Dezső volt. A film óriási siker volt Magyarországon is, miként odahaza Franciaországban. Évekkel később a Masterfilm Digital Kft. készített egy másik szinkront.
A nézők és rajongók véleménye többnyire az első szinkront ítéli nívósabbnak az internetes vélemények és a cikkek szerint. Hosszú idő után viszont a Story 4 kereskedelmi tévécsatorna a közelmúltban[mikor?] leadta az első, Garas Dezsővel készült szinkronnal A profit.

## Díjak, jelölések
- César-díj (1982)
  - jelölés: legjobb filmzene – Ennio Morricone
- Golden Screen (1983)
  - díj: Golden Screen